# Telmatoscopus fuscinervis
Telmatoscopus fuscinervis är en tvåvingeart som beskrevs av Satchell 1958. Telmatoscopus fuscinervis ingår i släktet Telmatoscopus och familjen fjärilsmyggor. Inga underarter finns listade i Catalogue of Life.